# 等価交換
等価交換（とうかこうかん）とは等しい価値を有するものを相互に交換すること。

## 商業における等価交換
貨幣を基礎とした交換基準が定まる以前（物々交換の時代）には、需要と供給が合致する事が交換の第一の条件であり、これが合致すれば貨幣換算の価値が合致しなくても等価交換がなされたと言えた。

## 建築における等価交換
建築において、土地は地主が、建設費は開発者が負担して建物を作り、完成後にそれぞれがそれぞれの出費の割合に応じて土地と建物を取得する開発方法を指す。なお、等価交換には「全部譲渡方式」と「部分譲渡方式」の2種類があり、土地所有者と開発者が契約をする際に、どちらの方式で進めるか決めることになる。

## パチンコにおける等価交換

### 概要
通常、日本国内で等価交換という言葉は、おおむねパチンコ店にて特殊景品に交換する際に使う言葉である。
風営法で定めている1玉4円で貸し玉され特殊景品に交換する際、同価格で交換できることを指す。なお、金融相場同様、必ずしも全てのパチンコ店で等価交換できるわけではない。

### 沿革
2012年以前はパチンコを30玉 - 35玉交換、スロットを5枚（等価） - 5.6枚交換のように異なる交換レートとしていた店が多かったが、警察庁生活安全局保安課の指導により一物一価の徹底が進められ、スロットの交換率に合わせる形で全国的に等価交換が推し進められた。
しかし2014年以降は、パチンコ店が景品交換所での買取価格と同一の価格で特殊景品を提供することは市場の原理に反するとの指摘が強まり各都道府県ごとに徐々に等価交換の禁止が推し進められ、2018年現在は一部の県を除いて27.5玉 - 28玉交換で営業している店舗が多い。

## 等価交換の歴史
経済学者カール・ポランニーは、非市場経済においては、等価は市場メカニズムでなく慣習または法によって決められると論じた。その場合、税の支払い、配給、神殿における誓約の履行などにおける多様な財は、代替的等価物の比率にもとづいて置き換えられる。利得、利潤、賃金、レント、その他収入と呼ばれるものは、非市場経済において等価に含まれていたとし、この等価性が公正価格制度の基礎であるとした。近代的な等価の概念との相違点として、片方の側に私益のための利用を含まないこと、および等価を維持する公正さをあげる。ポランニーは非市場経済での等価の例として、バビロニアにおける農民と宮殿の行政的交換、ハムラビ法典、現物取引、聖書のルカ伝11章3節、マタイ伝6章11節、ネヘミヤ記5章5節、ミシュナ、アリストテレスの『政治学』の記述などをあげる。